# 罗灵丘陵庄园 (加利福尼亚州)
罗灵丘陵庄园（英語：Rolling Hills Estates），是美国加利福尼亚州洛杉矶县下属的一座城市。建市于1957年9月18日，面积大约为3.57平方英里（9.2平方公里）。根据2010年美国人口普查，该市有人口8,067人。